# NGC 235B
NGC 235B је лентикуларна галаксија у сазвежђу Кит која се налази на NGC листи објеката дубоког неба.
Деклинација објекта је - 23° 32' 43" а ректасцензија 0h 42m 53,8s. Привидна величина (магнитуда) објекта NGC 235 износи 13,5 а фотографска магнитуда 14,5. NGC 235B је још познат и под ознакама ESO 474-17, MCG -4-2-42, AM 0040-234, PGC 2570.